# Paul Wylie
Paul Stanton Wylie (Dallas, 24 ottobre 1964) è un ex pattinatore artistico su ghiaccio statunitense.

## Palmarès
| Internazionali            | Internazionali | Internazionali | Internazionali | Internazionali | Internazionali | Internazionali | Internazionali | Internazionali | Internazionali | Internazionali | Internazionali | Internazionali |
| Evento                    | 1980–81        | 1981–82        | 1982–83        | 1983–84        | 1984–85        | 1985–86        | 1986–87        | 1987–88        | 1988–89        | 1989–90        | 1990–91        | 1991–92        |
| ------------------------- | -------------- | -------------- | -------------- | -------------- | -------------- | -------------- | -------------- | -------------- | -------------- | -------------- | -------------- | -------------- |
| Giochi olimpici invernali |                |                |                |                |                |                |                | 10°            |                |                |                | 2°             |
| Campionati mondiali       |                |                |                |                |                |                |                | 9°             |                | 10°            | 11°            |                |
| Skate America             |                |                |                |                |                |                | 7°             |                |                |                |                |                |
| Skate Canada              |                |                |                |                |                |                |                |                |                | 2°             |                | 3°             |
| Inter. de Paris           |                |                |                |                |                |                |                |                | 1°             |                |                | 5°             |
| NHK Trophy                |                | 5°             |                |                |                |                |                | 2°             |                |                | 4°             |                |
| Nations Cup               |                |                |                |                |                |                |                |                |                | 3°             |                |                |
| Goodwill Games            |                |                |                |                |                |                |                |                |                |                | 4°             |                |
| St. Ivel International    |                |                |                |                |                |                |                | 1°             |                |                |                |                |
| Universiadi               |                |                |                |                |                |                | 3°             |                |                |                |                |                |
| Internazionali: Junior    |                |                |                |                |                |                |                |                |                |                |                |                |
| Campionati mondiali       | 1°             |                |                |                |                |                |                |                |                |                |                |                |
| Nazionali                 |                |                |                |                |                |                |                |                |                |                |                |                |
| Campionati statunitensi   |                | 11°            | 5°             | 4°             | 5°             | 5°             | 5°             | 2°             | 3°             | 2°             | 3°             | 2°             |